# Dżumajma
Dżumajma (arab. جميمة) – miejscowość w Syrii, w muhafazie Aleppo. W 2004 roku liczyła 1159 mieszkańców.